# 告白 (竹內瑪莉亞單曲)
《告白》，是日本女性創作歌手竹內瑪莉亞的第19張單曲。1990年9月18日發行。

## 簡介
與前作《Single Again》一樣，都是作為火曜推理劇場的主題曲（第九代，1990年9月25日—1991年10月1日使用）。
在Oricon公信榜最高排行第3位，總出貨量約50萬張，總銷量達38.5萬的大熱歌曲，是1990年度日本單曲銷量第51位。獲得當年日本唱片大賞流行類最優秀歌唱賞。

## 收錄曲目
1. 告白
作詞、作曲：竹內瑪莉亞；編曲：山下達郎
火曜推理劇場第九代主題曲（1990年9月25日 - 1991年10月1日）
火曜Drama Gold主題曲（2007年1月30日）
2. It Hurts To Be Sixteen
作詞、作曲：Ronnie Grossman
Andrea Carroll1963年發表的歌曲